# آبی وحشی دوردست
آبی وحشی دوردست (انگلیسی: The Wild Blue Yonder) فیلمی علمی–تخیلی به کارگردانی ورنر هرتسوک است که در سال ۲۰۰۵ اکران شد و در شصت و دومین جشنواره فیلم ونیز برنده جایزه فیپرشی شد.

## داستان
گونه‌های مختلف گیاهی و جانوری روی کره زمین نابود شده‌اند و زندگی بشر به خطر افتاده است و در حالی که آدم‌ها دنبال سیاره جدیدی می‌گردند تا به آن کوچ کنند نوعی از موجودات فضایی می‌خواهند زمین را که بشر آن را رها کرده‌است خانه خود کنند این جا هرتسوک به دنبال دانشمندان معتبر می‌رود تا تصویری یگانه از زمین واقعی ارائه دهد.

## بازیگران
- براد دوریف
- دونالد ئی ویلیامز
- الن اس بیکر
- فرانکلین چانگ دیاز
- شنن لوسید
- مایکل جی مک‌کولی